# Consolidated Virginia mining company
La Consolidated Virginia mining company était une compagnie minière basée à Virginia City, dans le Nevada, fondée le 7 juin 1867 pour exploiter les principaux puits du Comstock Lode le plus important gisement d'argent-métal de l'histoire des États-Unis, avec une exploitation jusqu'à une profondeur de 900 mètres et des effectifs de 3 000 personnes. Elle était cotée à la Bourse de San Francisco.
Les débuts difficiles de la Consolidated Virginia mining company, son parcours boursier accidenté, s'expliquent par le fait qu'elle représentait un pari sur l'exploitation à grande profondeur du gisement du Comstock Lode, dont la teneur en argent n'était pas connu. La société fut ensuite l'une des actions vedette du marché boursier américain au cours du dernier quart du XIXe siècle.

## Fondateurs et actionnaires
Cotée à la Bourse de San Francisco, dont elle a favorisé l'émergence, la Consolidated Virginia mining company était d'abord un projet industriel consistant à creuser plus profond pour trouver l'argent-métal et dans un second temps, à partir de 1872, un regroupement, opéré par acquisitions, des principales compagnies minières de Virginia City et de ses environs.  La compagnie versait des dividendes mensuels, le plus souvent versés en actions. En moins d'une dizaine d'années, le nombre d'actions sera multiplié par 500, une partie importante des nouvelles actions étant offertes gratuitement. Son cours est passé de un dollars à 700 dollars en quelques années.
À sa création en 1867, la société n'a que 1 160 actions, valant chacune 2 000 dollars, soit une modeste capitalisation boursière de 2,2 millions de dollars. À partir de 1872, son président est John William Mackay (1831 - 1902 ), un ancien prospecteur de la ruée vers l'or en Californie, qui deviendra l'une des grandes fortunes industrielles des États-Unis et investira une partie de sa fortune ensuite en 1884 dans la Commercial Cable Company, première concurrente sérieuse dans le télégraphe de la Western Union. Les autres grands actionnaires étaient James Graham Fair, James C. Flood, et William S. O'Brien étaient aussi irlandais.

## Débuts
En juillet 1870, l'action est tombée à seulement un dollar, à la suite de difficultés techniques dans le forage du puits et de déceptions géologiques. Mais en avril, elle a rebondi pour atteindre 18 dollars après une découverte sur le Comstock Lode, celle du "Crown Point Bonanza". Lorsque James Graham Fair, James C. Flood, et William S. O'Brien montent au capital, l'action monte à 30 dollars, puis à 150 dollars au printemps 1872. En mai 1872, la Consolidated Virginia mining company a réalisé une augmentation de capital en doublant le nombre de ses actions.
Les nouveaux acquéreurs ont par ailleurs racheté plusieurs mines de la région dont les cours avaient beaucoup baissé, et qui vont leur servir à évacuer plus facilement le minerai lorsqu'un nouveau gisement sera trouvé, la "Kentuk Mine" la "Hale and Norcross", la "Gould and Curry", et la "Best and Belcher Mines". De 1869 à 1878, la construction d'un tunnel percé à travers le Mont Davidson, le Tunnel de Sutro, lancé par Adolph Heinrich Joseph Sutro (1830 – 1898) et financé par une société par action va faciliter les conditions d'exploitation de toutes les mines, en permettant d'évacuer l'eau brûlante qui filtre des parois et de ventiler l'intérieur des mines.

## La démonétisation de l'argent
Surviennent ensuite les préparatifs du Coinage Act de 1873, appelé aussi « crime de 1873 », une loi fédérale pour la démonétisation de l'argent, votée par le congrès des États-Unis le 12 février 1873 mais discutée dès l'automne 1872, a contribué à faire baisser les cours de l'argent et des compagnies minières du Comstock Lode. Ses inspirateurs s'inquiètent eux-mêmes de la croissance du Comstock Lode, qui fait baisser le cours de l'argent-métal et amène plusieurs pièces de monnaie américaines à être surévaluées par rapport à leur poids en métal.
En 1859, à la découverte du Comstock Lode, l'once d'argent valait encore 1,36 dollar. En 1873, ce n'est plus que 1,29 dollar et en 1886, peu avant le Sherman Silver Purchase Act, ce sera seulement 1 dollar, une baisse d'un quart en 27 ans.

## Le "Big Bonanza"
Début mars 1873, les deux journaux de Virginia City, le Gold Hill News et le Territorial Enterprise, dans lequel écrivait Mark Twain, révèlent que la société a changé d'échelle en découvrant le "Big Bonanza", un filon de 15 mètres de large. L'action Consolidated Virginia mining company double de valeur en une journée seulement, dépassant 80 dollars,  puis monte à 240 dollars, le puits atteignant une profondeur de 400 mètres en août 1873. Elle retombe à 40 dollars en octobre, après une nouvelle augmentation de capital qui porte le nombre d'actions à 100 000, soit huit fois plus qu'un an et demi plus tôt. Le 17 mars 1876, quand la production atteint un pic historique, le nombre d'actions sera même porté à un demi-million.